# 脱出ゲーム
脱出ゲーム（だっしゅつゲーム）は、アドベンチャーゲームの一種であり、閉鎖された環境（室内や建物など）に閉じ込められた状況から脱出することを目的とするものである。システムなどではなく、シチュエーションまたは目的による分類である。
また、そこから転じて、現実で行われる同様のアトラクションやイベントの呼称としても使用される。

## 概要
「閉鎖された環境からの脱出」が目的のアドベンチャーゲーム自体は、『ミステリーハウス』（1980年）などのように古くから存在したが、2001年にAdobe Flashを利用してWebブラウザ上でプレイできるフリーゲーム『MOTAS』が作成されたことでジャンルとして確立する。2004年に高木敏光製作の『CRIMSON ROOM』がインターネット上で話題になって以降、類似のゲームが数多く作成されたことで急速にジャンルが拡大する。

## 現実における「脱出ゲーム」
アミューズメントパークでの迷路や謎解きイベントなど、特定の区域からの脱出を図るアトラクションやイベント。コンピュータゲームと同様、遊園地でのお化け屋敷やヨーロッパの迷路園など、ゲーム自体は古くから存在しているが、現在はそれらのイベント等も、やはりコンピュータゲーム同様「脱出ゲーム」(海外では"Real-life room escape") と称される。

日本国内では2010年頃より株式会社SCRAPが、積極的にイベントを開催している。
ESCAPE合同会社が、日本最大の謎解き・脱出ゲーム事業者数が加盟している謎解き・脱出ゲームのポータルサイトとしてESCAPE.IDを立ち上ている。

## 「脱出ゲーム」に関わる知的財産権
株式会社スパイスアップスタジオ　「脱出ゲーム」
- 商標登録　第5297842号[2]ゲームソフト等

株式会社SCRAP　「リアル脱出ゲーム」　
- 商標登録　第5327181号[3]コンサルティング、娯楽の提供等
- 商標登録　第5666194号[4]電子出版、書籍、ボードゲーム、イベント運営、ソフトウエア作成等

ESCAPE合同会社　「脱出ゲーム」
- 商標第6235636号[5]電子出版、書籍、ボードゲーム、コンサルティング等、イベント運営、興業等

ESCAPE合同会社　「エスケープルーム」
- 商標第6192022号[6] 　（ゲームソフト、電子出版、書籍、ボードゲーム、コンサルティング等、イベント運営、興業等）
- 商標第6192022号[7] 　（ゲームソフト、電子出版、書籍、ボードゲーム、コンサルティング等、イベント運営、興業等）